# Religion en Océanie
 (janvier 2022).
L'Océanie est un continent dont les traditions religieuses ont été modifiées et se modifient encore. Si les religions traditionnelles ont été largement supplantées pendant la colonisation occidentale, des croyances traditionnelles subsistent ou se sont intégrées dans les nouvelles religions. Le christianisme est devenu la religion majoritaire par le travail intensif des missionnaires catholiques et protestants tout au long des XIXe et XXe siècles. Toutefois, rien n'est fixé : en effet, par l'immigration, les religions musulmanes et juives ont pu s'implanter dans le courant des XXe et XXIe siècles. Il faut ajouter à cela l'avancée du christianisme évangélique avec de très nombreuses Églises locales et l'existence de nombreuses traditions syncrétiques dont la plus connue est le culte du cargo.

## Religions traditionnelles
Trois grands traits communs marquent les traditions religieuses originelles de l'Océanie. En premier lieu, le culte des ancêtres est un trait universel de cet espace et semble avoir été la base de toutes les spiritualités qui se sont développées dans les différents territoires (continentaux et îliens). Ensuite, le concept de mana (qu'il soit verbalisé sous ce terme et dérivés ou non) c'est-à-dire l'accumulation de pouvoir d'ordre sacré qui provoque aussi une accumulation de biens est aussi partagé par tout l'espace océanien, exception faite de l'Australie qui se distingue plus nettement sur ce point. Au mana, on oppose le noa c'est-à-dire, selon une terminologie occidentale, le profane. Enfin, la notion de tapu (ou tabou) autrement dit d'interdit sacré est un dernier point commun à l'ensemble du monde océanien. Là encore, ce concept peut être ou non verbalisé sous ce terme et dérivés. Dans l'expression plastique du sacré, le rouge est par excellence la couleur du divin, on la tirait aussi bien des plumes d'oiseaux que des poils de roussette ; le blanc est la couleur des ancêtres.
Une fois ces préambules posés, il faut distinguer quatre aires spirituelles principales. Dans le monde polynésien règne un panthéon commun de dieux et héros. Le monde mélanésien se caractérise par un monde spirituel composé d'entités invisibles dont les ancêtres sont une petite partie. En Micronésie, l'expression du sacré est avant tout basée sur le culte des ancêtres. Et enfin le monde australien dont la spiritualité est nettement séparée du reste de l'Océanie.

### La spiritualité polynésienne
L'ethnologie et la linguistique comparée ont permis de conserver malgré l'avancée du christianisme les connaissances sur le sacré en Polynésie. Le spirituel s'appuie sur une riche littérature orale qui met à jour une homogénéité des croyances et concepts. Trois grandes figures se détachent dans cette mythologie : l'île originelle d'Hawaiki, la figure tutélaire du dieu créateur de  Tangaroa et enfin le demi-dieu Maui dont les exploits et ruses constituent la base de nombreux récits étiologiques. Le concept de tiki ou représentation stylisée des ancêtres et des dieux est un autre point commun dans l'expression religieuse de la Polynésie. Ainsi malgré la distance entre les îles et donc les variations que cela a apporté avec le temps, les divinités polynésiennes sont relativement partagées entre tous les habitants des différents atolls, de Hawaï à la Nouvelle-Zélande. Seule l'île de Pâques semble diverger quelque peu avec son culte de Make-make et toute la mythologie qui s'y rapporte. La religion polynésienne se vivait dans des espaces particuliers, les marae.

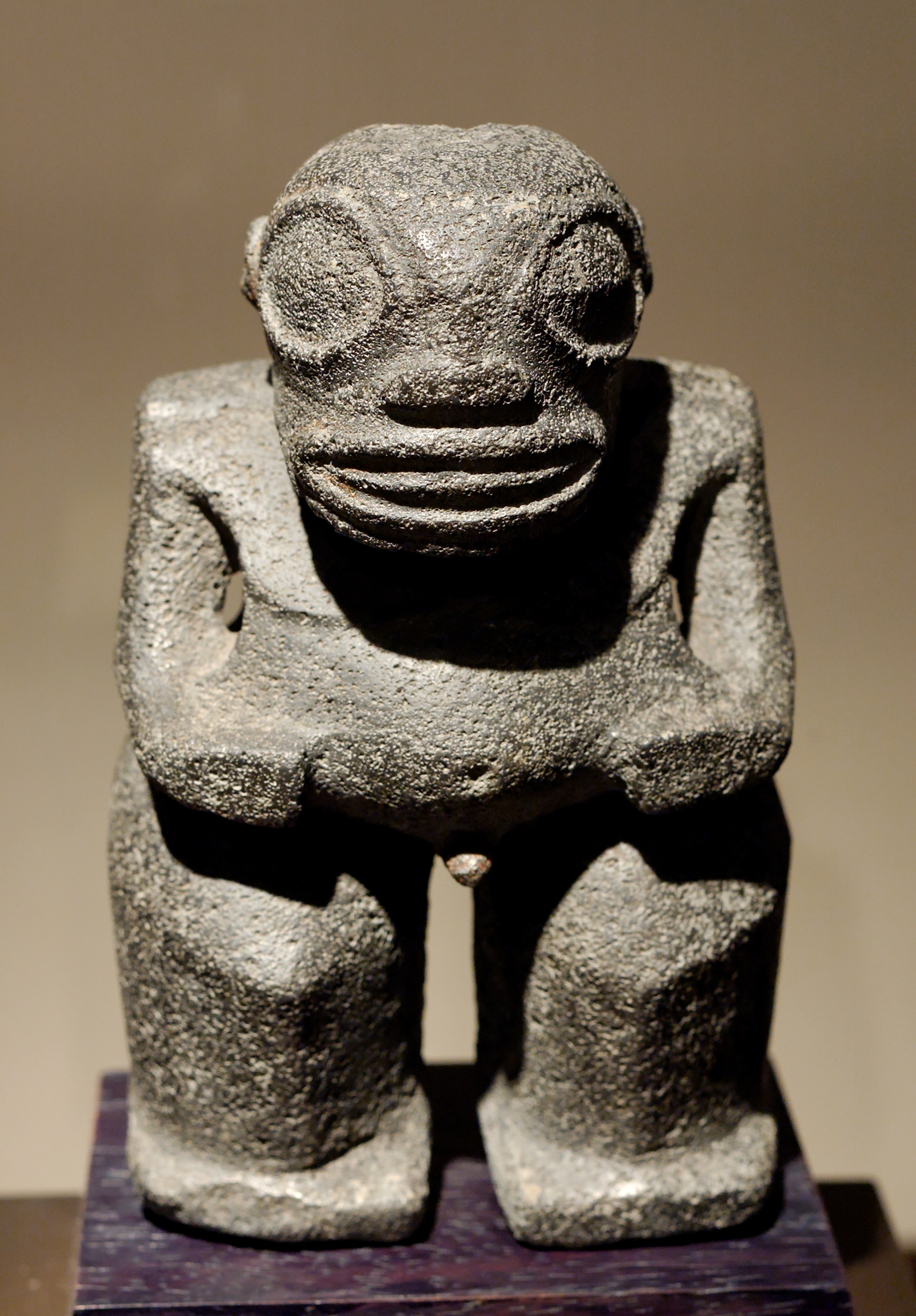
Tiki des îles Marquises (musée du Louvre)

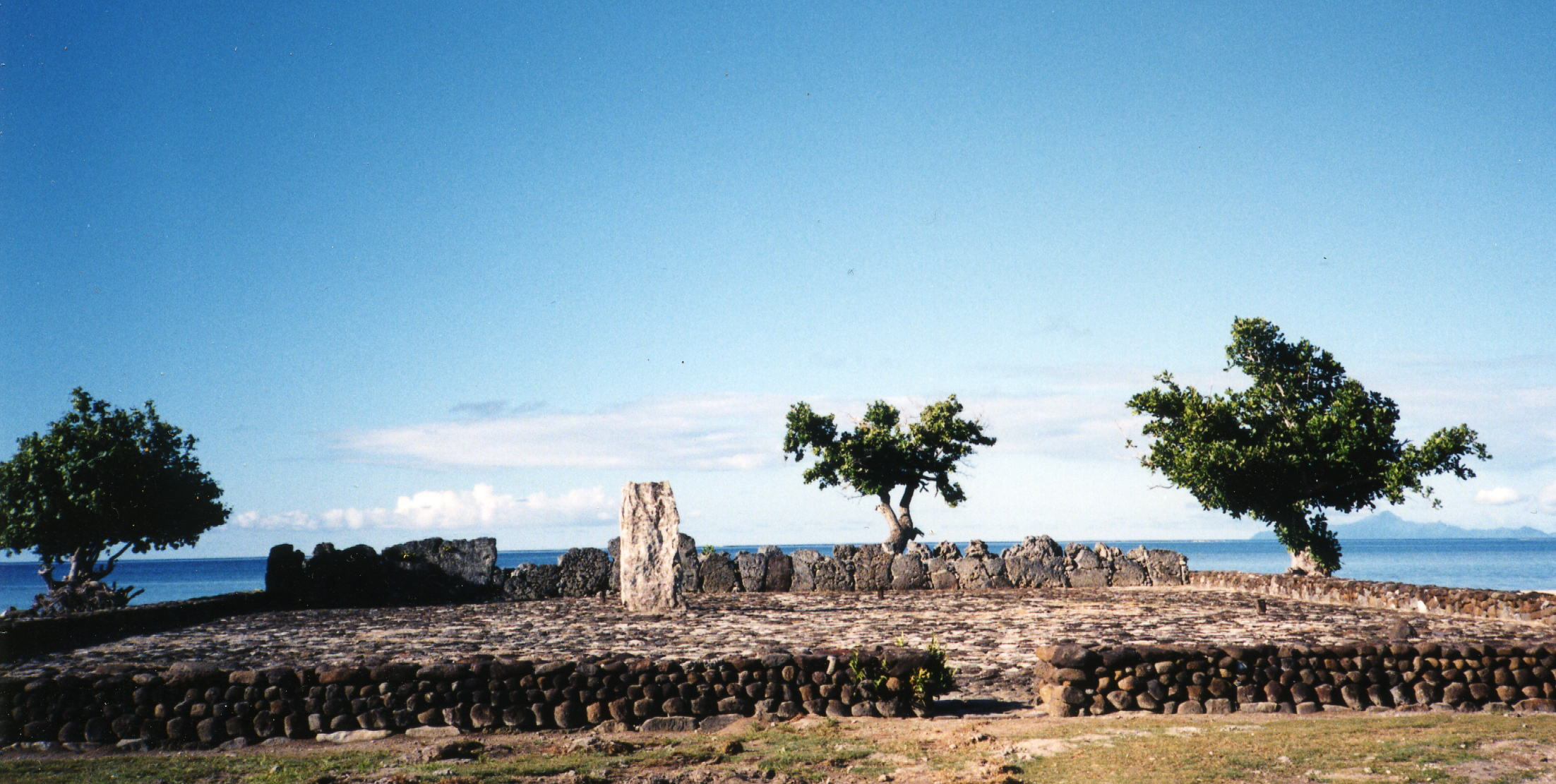
Marae en Polynésie Française

### La spiritualité mélanésienne
La Mélanésie regroupe les populations papoues mais aussi ni-vanuatu et kanak. Le trait commun de ces peuples est le culte des ancêtres et l'absence de spiritualité fondée sur le concept de dieux. Il existe autour du monde visible un monde invisible que diverses pratiques permettent de s'approprier les bienfaits. Une importance est donnée au respect des lieux sacrés (qui sont toujours marqués notamment dans le cas de la Nouvelle-Calédonie par des bâtons sur lesquels est attachée une poignée de paille) quoi qu'on ne constate pas de temple ou de lieu spécifique au culte. La mort est la clé d'appréciation de la spiritualité de ces sociétés. La vie et la mort ne s'opposent pas, la mort n'est qu'un changement de forme pour l'être (concept de cosmomorphisme établi par Maurice Leenhardt). Aussi le deuil y revêt une importance capitale qu'expriment souvent les cérémonies comme le Malangan (en) en Nouvelle-Irlande ; ces cérémonies constituent le point focal de tout un cycle d'échanges entre des populations parfois très éloignées. L'essentiel est de faire disparaître le cadavre pour rétablir le contact avec le défunt devenu une entité invisible plus sage, plus forte que les vivants. La mort est souvent vécue comme anormale, notamment en Nouvelle-Guinée, et donc due soit à la punition d'un esprit soit à un ensorcellement dont il faut trouver la cause et punir par la guerre le responsable. L'état de guerre est donc quasi permanent et les sociétés mélanésiennes impriment leurs croyances par un cycle d'initiation pour leurs jeunes garçons pubères. L'expression plastique du sacré y est d'une grande vitalité : masques, statues (par exemple les Yipwon) mais aussi tatouages et scarifications (le crocodile étant en Papouasie-Nouvelle-Guinée l'ancêtre par excellence).

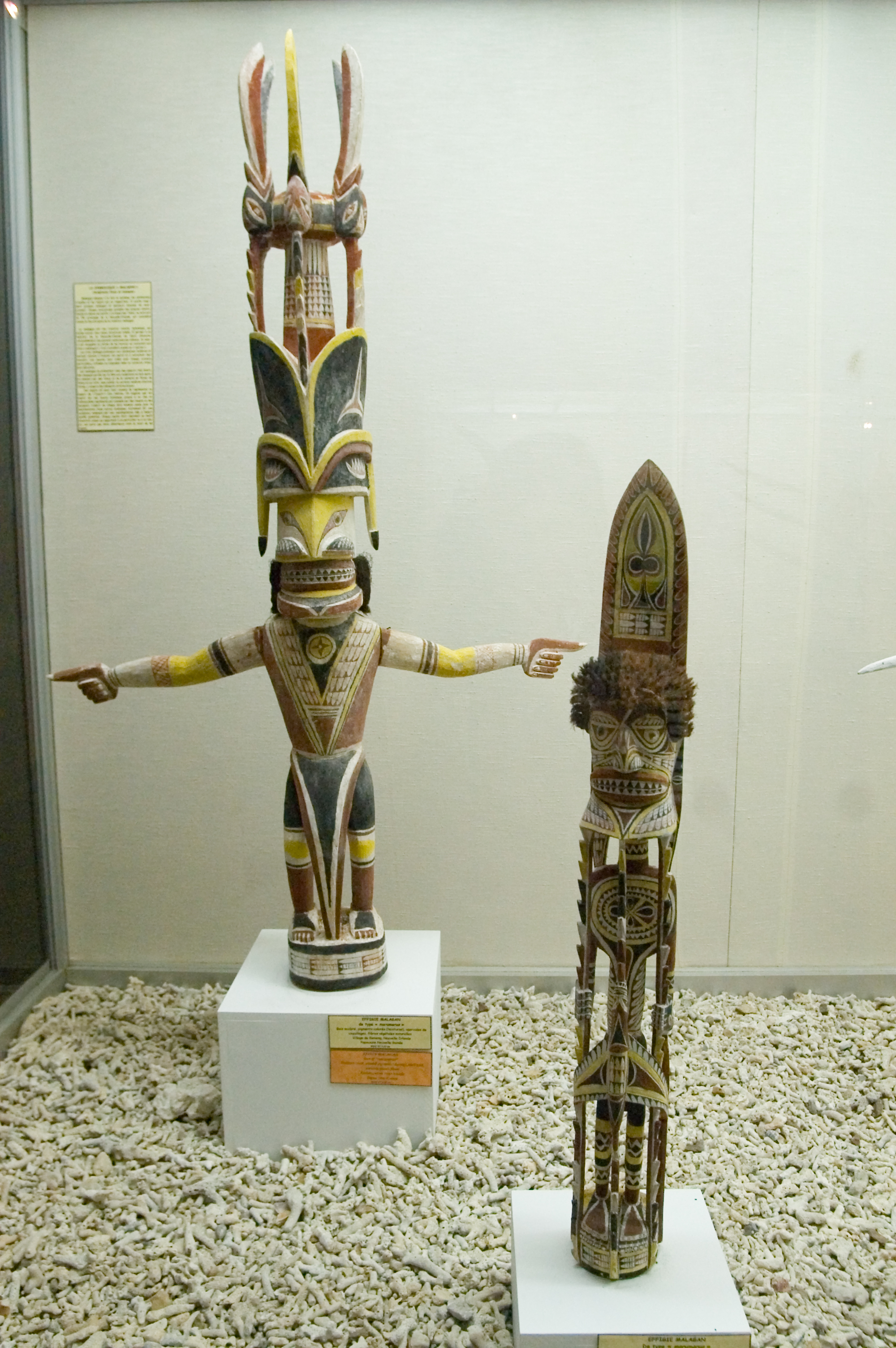
Effigies malangan

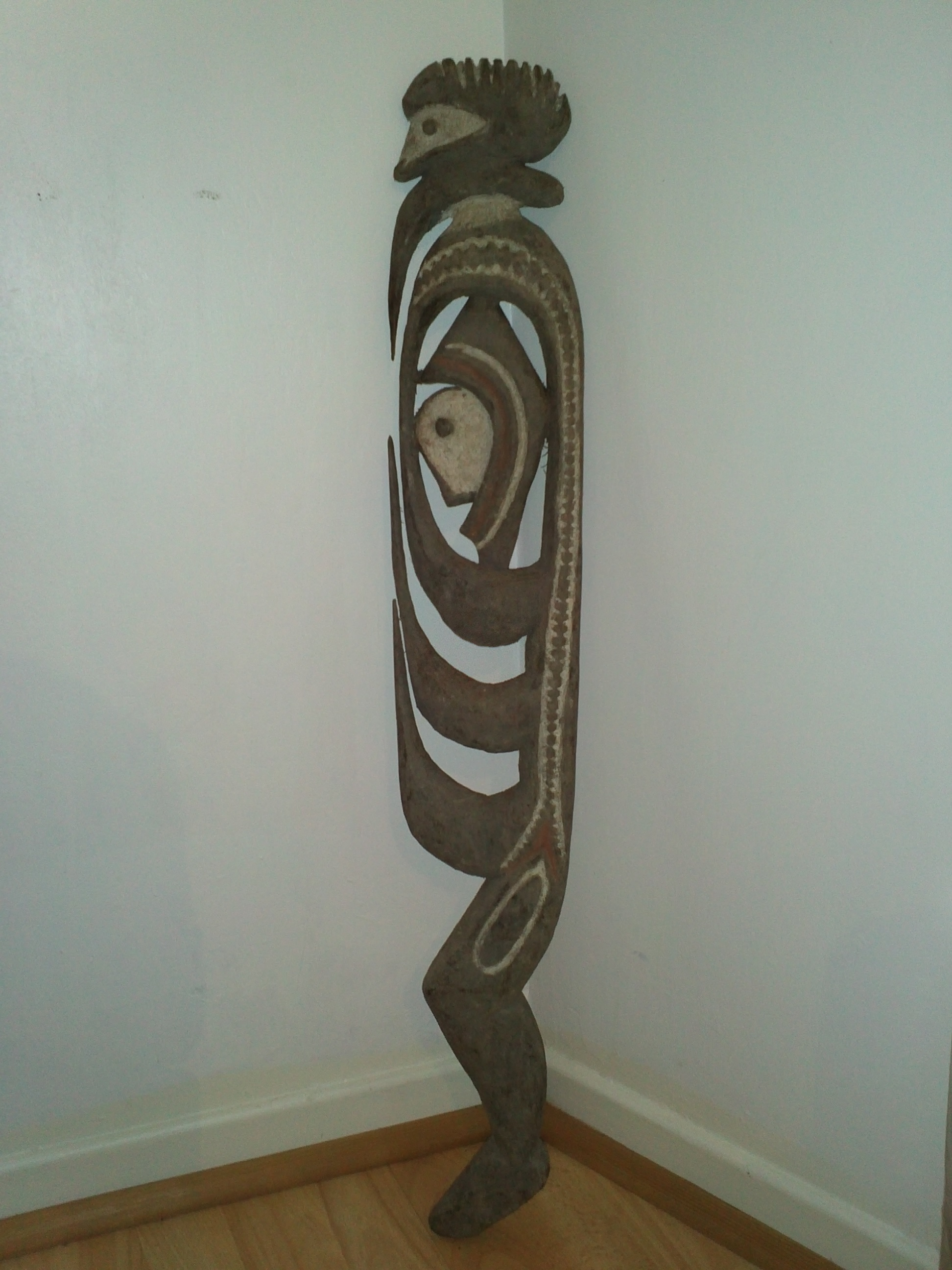
Yipwon

Les ancêtres jouent un rôle primordial d'assistance dans la vie quotidienne et la vie de la tribu. Leurs ossements sont très souvent conservés (voir par exemple les Korwar ou les crânes surmodelés asmat ou iatmul), leurs chairs parfois mangées lors de cérémonies. C'est par l'intermédiaire des ancêtres et aussi d'animaux, leurs messagers, (la roussette, le toucan...) que chacun s'attire pour soi et/ou pour la tribu les bonnes grâces du sacré. En Nouvelle-Calédonie chaque tribu possède un totem (animal, végétal, phénomène météorologiue...) qu'il faut par des offrandes continuer à s'attacher au risque qu'il parte et fasse ainsi dépérir le clan.

### La spiritualité micronésienne
Dans ce confetti d'îles, c'est le culte des ancêtres qui domine. Certains ont acquis une telle importance qu'ils seraient l'équivalent de dieux. Les sources orales ont permis d'établir une mythologie nauruane d'où transparaissent quelques dieux zoomorphes comme Areop-Enap. Dans d'autres îles, les recherches ont permis de dresser une mythologie plus élaborée mais fragmentaire. On ne constate pas de temple ou de lieu spécifique au culte bien que certains endroits ont dû être sanctuarisés.

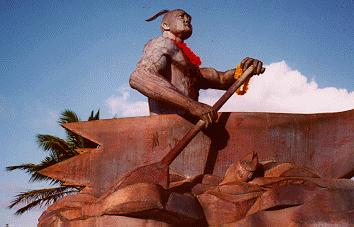
Statue en bronze de Gadao, héros semi-légendaire de Guam

### La spiritualité aborigène

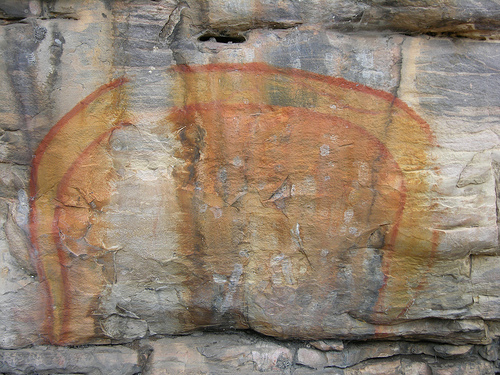
Peinture rupestre représentant du Serpent arc-en-ciel

Le monde australien est distinct par la vivacité de ses mythes et l'ancienneté de sa culture. Sans être uniques à tout le continent, trois points sont communs à tous les Aborigènes d'Australie : le temps mythique appelé Temps du rêve (ou Dreaming) où la vie s'éveilla et le monde prit forme ; le Serpent arc-en-ciel sorte de démiurge et la divinisation du Capitaine Cook sous la forme d'un être mythique venu de la mer et que les ancêtres aborigènes rencontrèrent. On ne constate pas de temple ou de lieu spécifique au culte bien que certains endroits sont considérés comme sacrés, tel Uluru. Pour les Aborigènes, le monde tel qu'il est est sacré : chaque élément du relief est la marque d'un ancêtre du Dreaming aujourd'hui disparu sous sa forme visible mais qu'il est nécessaire d'honorer par les rites. La conjonction entre territoire et rites est essentielle dans la spiritualité aborigène et c'est sur ce lien qu'il y a eu incompréhension et abus de la part des colons. Les Aborigènes ne cultivent pas la terre par respect pour sa forme sacrée : la propriété n'a aucun sens pour eux au contraire des Blancs qui colonisèrent l'île-continent.

## Christianisme en Océanie
L'arrivée des Européens bouleversa pour toujours les conceptions spirituelles d'Océanie. Le christianisme est allé de pair avec le colonialisme même si les approches selon les branches du christianisme sont dissemblables.

### Catholicisme en Océanie

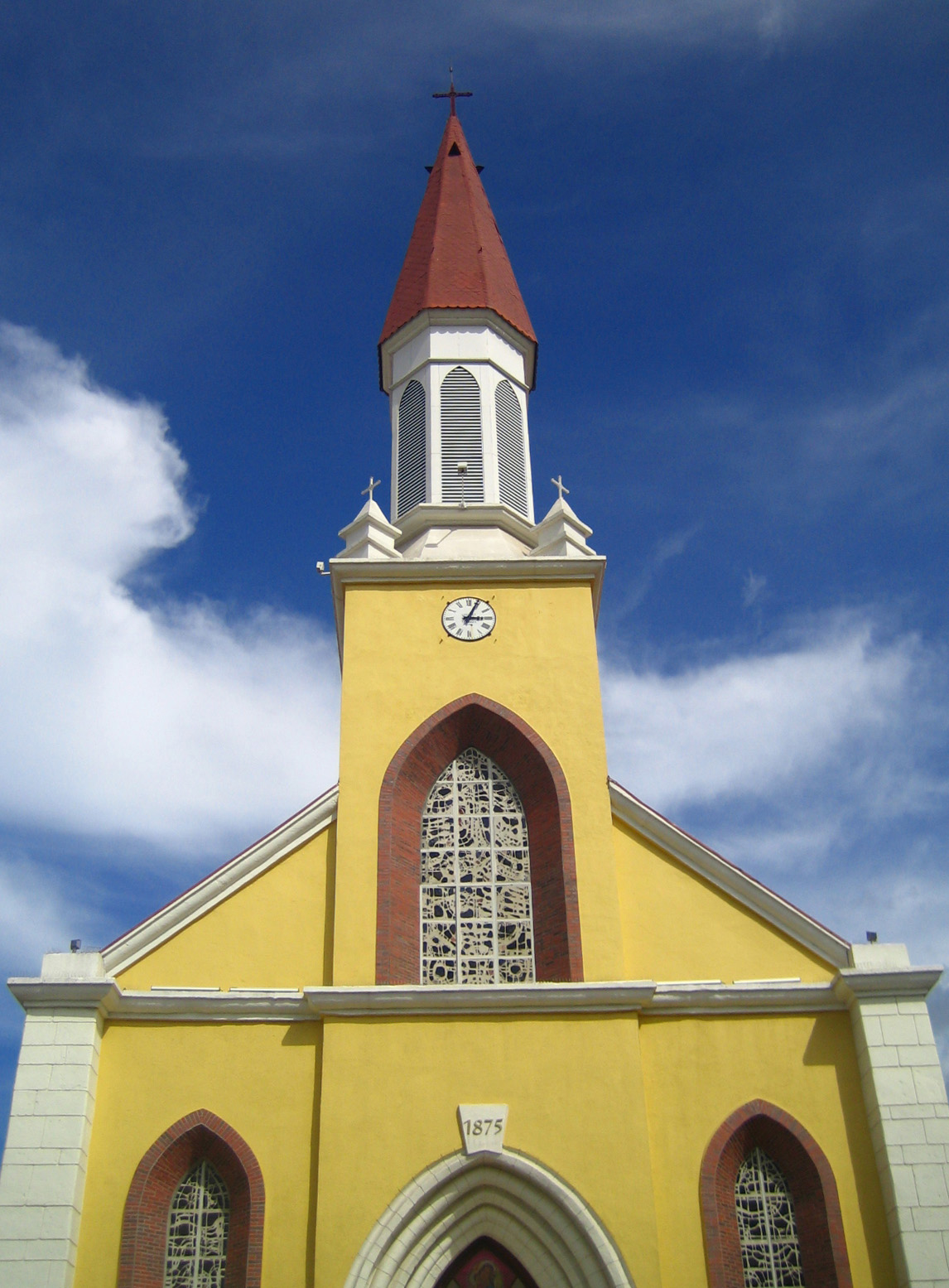
Notre-Dame de Papeete (Tahiti, Polynésie française)

Le catholicisme d'une part s'exporta aux antipodes avec la domination espagnole (Guam par exemple) puis française (Polynésie française, Nouvelle-Calédonie, île de Pâques, Wallis-et-Futuna). La religion catholique s'est diffusée soit par des missionnaires isolés soit sous l'égide des Pères de Picpus qui œuvrèrent notamment à Tahiti. C'est souvent par la force et en doublon de l'ordre colonial que le catholicisme s'est imposé aux populations océaniennes. À travers les différents apostolats, la nudité, les coutumes religieuses mais aussi les expressions plastiques ont été bannies et, pour ces dernières, souvent collectées comme preuve de l'abandon des pratiques anciennes.

### Protestantisme en Océanie
Le protestantisme s'exporta principalement par les Britanniques à travers leurs différents colonies et protectorats. C'est la London Missionary Society qui travailla le plus pour la diffusion de la religion réformée à travers le Pacifique. Moins attachés à l'ordre colonial, les missionnaires protestants captèrent plus facilement l'attention des autochtones et se firent parfois même leurs défenseurs. Une partie des connaissances sur le monde océanien a d'abord été l’œuvre des missions protestantes qui prirent le temps de connaître la culture de ceux qu'elles voulaient évangéliser. Le cas du pasteur Maurice Leenhardt est sur ce point éloquent.

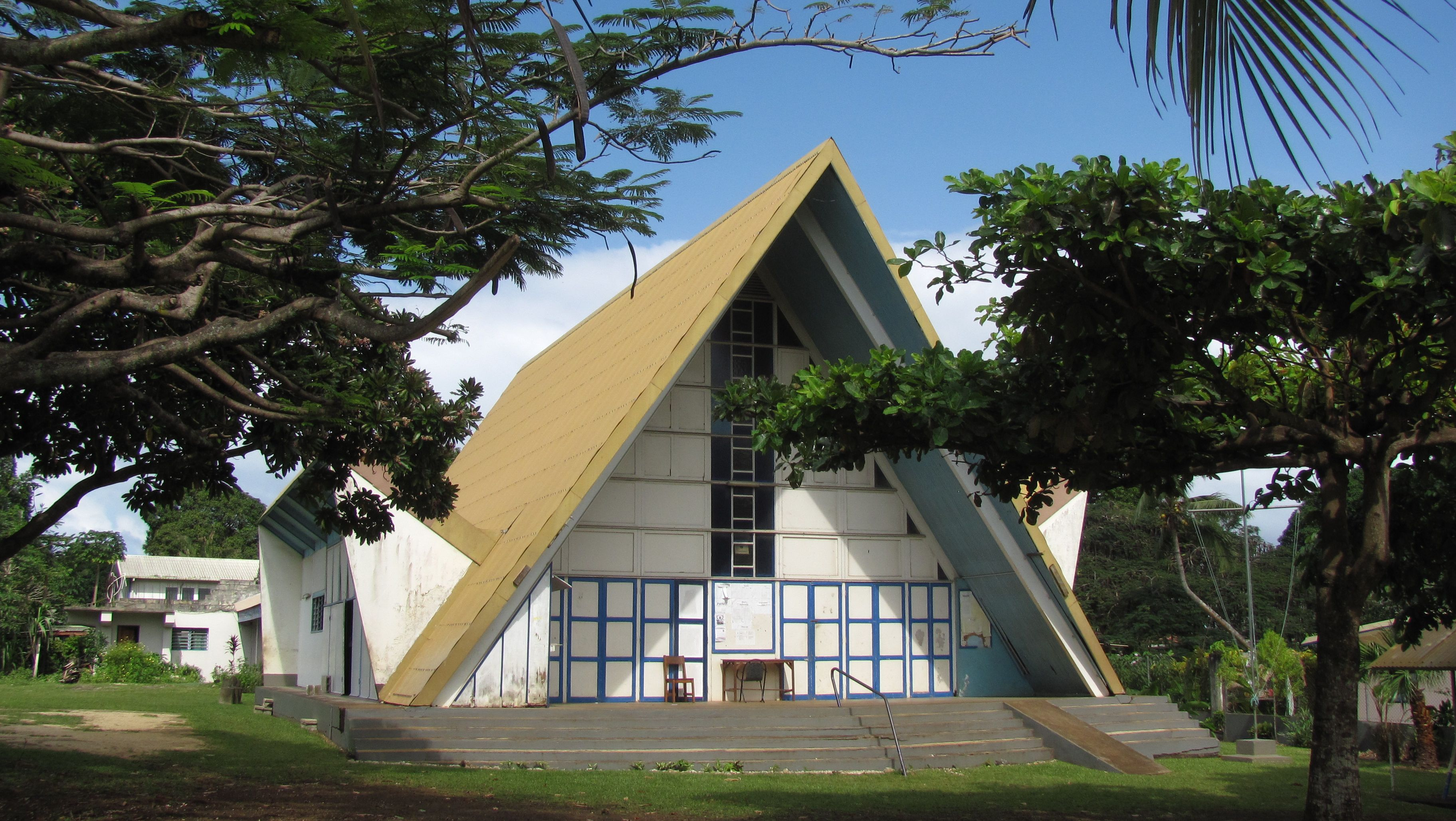
Église presbytérienne à Port-Vila (Vanuatu)

### Autres mouvements chrétiens
À l'instar de nombreuses parties du monde, ces dernières années ont vu l'apparition d'un grand nombre d’Églises locales d'obédience évangéliques. Certaines remontent à la présence coloniale, comme l' Église protestante ma'ohi et d'autres se sont formées dans la lignée des mouvements de décolonisation telle la Fraternité mélanésienne. Si l'Australie et la Nouvelle-Zélande, les deux grandes puissances occidentales de la région connaissent une bonne implantation des mouvements chrétiens connus comme les Témoins de Jéhovah ou les Mormons, des mouvements plus locaux et d'un prosélytisme plus important touchent les derniers territoires vus comme sauvages (notamment par la faiblesse de l’État et/ou la grande pauvreté régnante) tels la Papouasie-Nouvelle-Guinée ou le Vanuatu. Ces mouvements s'appuient sur un fort réseau missionnaire pour se promouvoir.

## Autres religions présentes
Du fait des nombreux mouvements migratoires, d'autres religions se sont implantées en Océanie.

### Islam
D'apparition récente, l'Islam en Océanie s'est installé avec l'immigration de populations indonésienne (qui arrivèrent en Océanie dès la fin du XIXe siècle), pakistanaise et indienne. L'Australie et la Nouvelle-Zélande, terres d’accueil prisées concentrent le plus de musulmans en Océanie. Il faut noter le cas particulier de la Papouasie où malgré les démentis officiels, l'Indonésie pratiquerait une acculturation par la religion et la langue afin de contrer les volontés indépendantistes de cette province. Un second cas à part est la Nouvelle-Calédonie où une communauté musulmane existe depuis le XIXe siècle du fait de la mise au bagne des révoltés d'Algérie en 1822 ; ce sont les Algériens de Nouvelle-Calédonie.

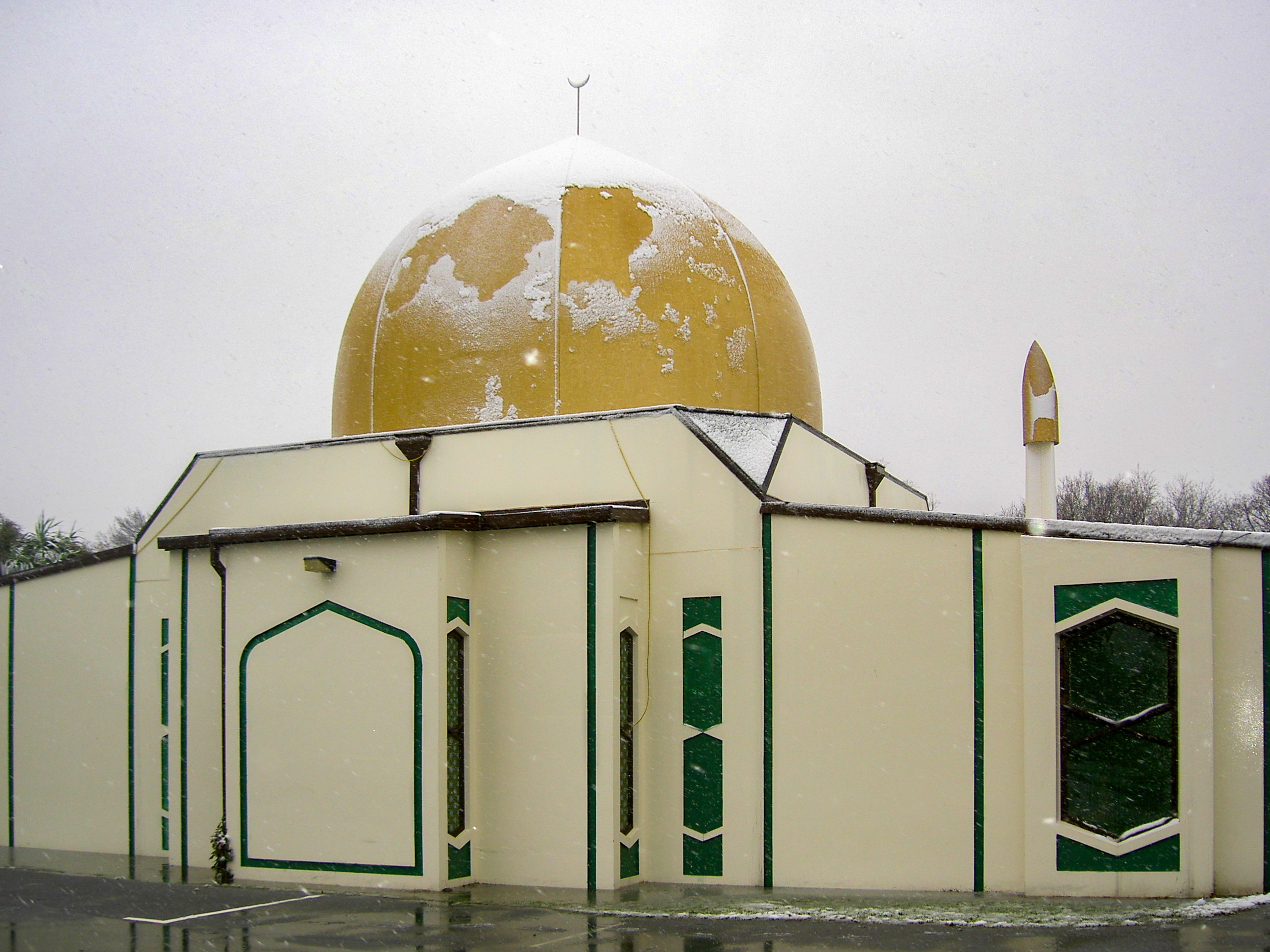
Mosquée de Christchurch (Nouvelle-Zélande)

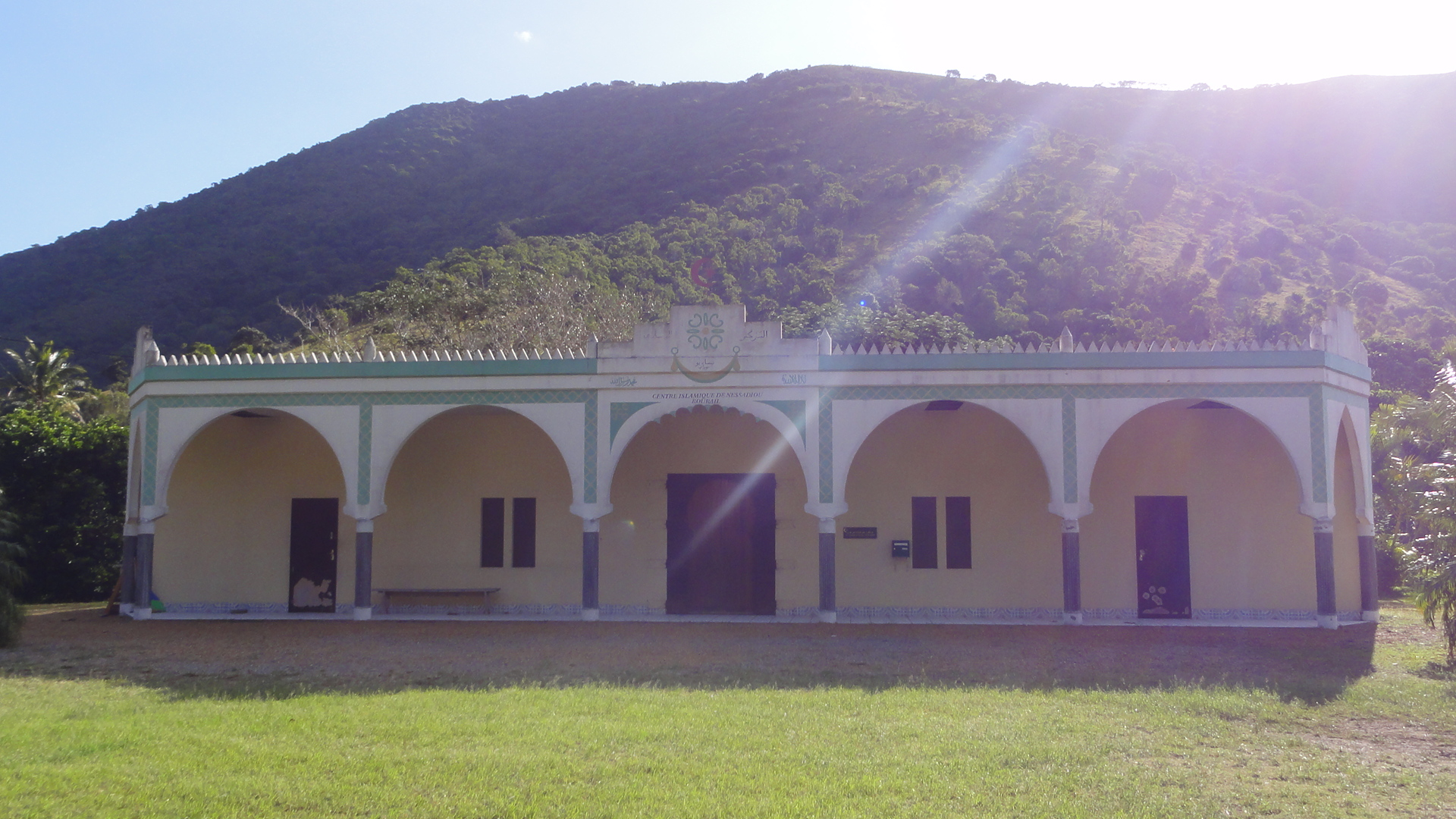
Centre culturel des Arabes (Nessadiou, Nouvelle-Calédonie)

### Religions du sous-continent indien
Une ancienne immigration d'Indiens a dès le XIXe siècle apporté en Océanie des religions du sous-continent indien. Les îles Fidji comptent ainsi une grande communauté hindoue installée comme travailleurs dans les plantations coloniales. Cette présence n'est pas sans poser de graves problèmes politiques aux Fidji. Dans la lignée de l'Hindouisme les religions sikh, jaïn et bouddhiste se sont implantées en Océanie dans de faibles proportions relativement à la population.

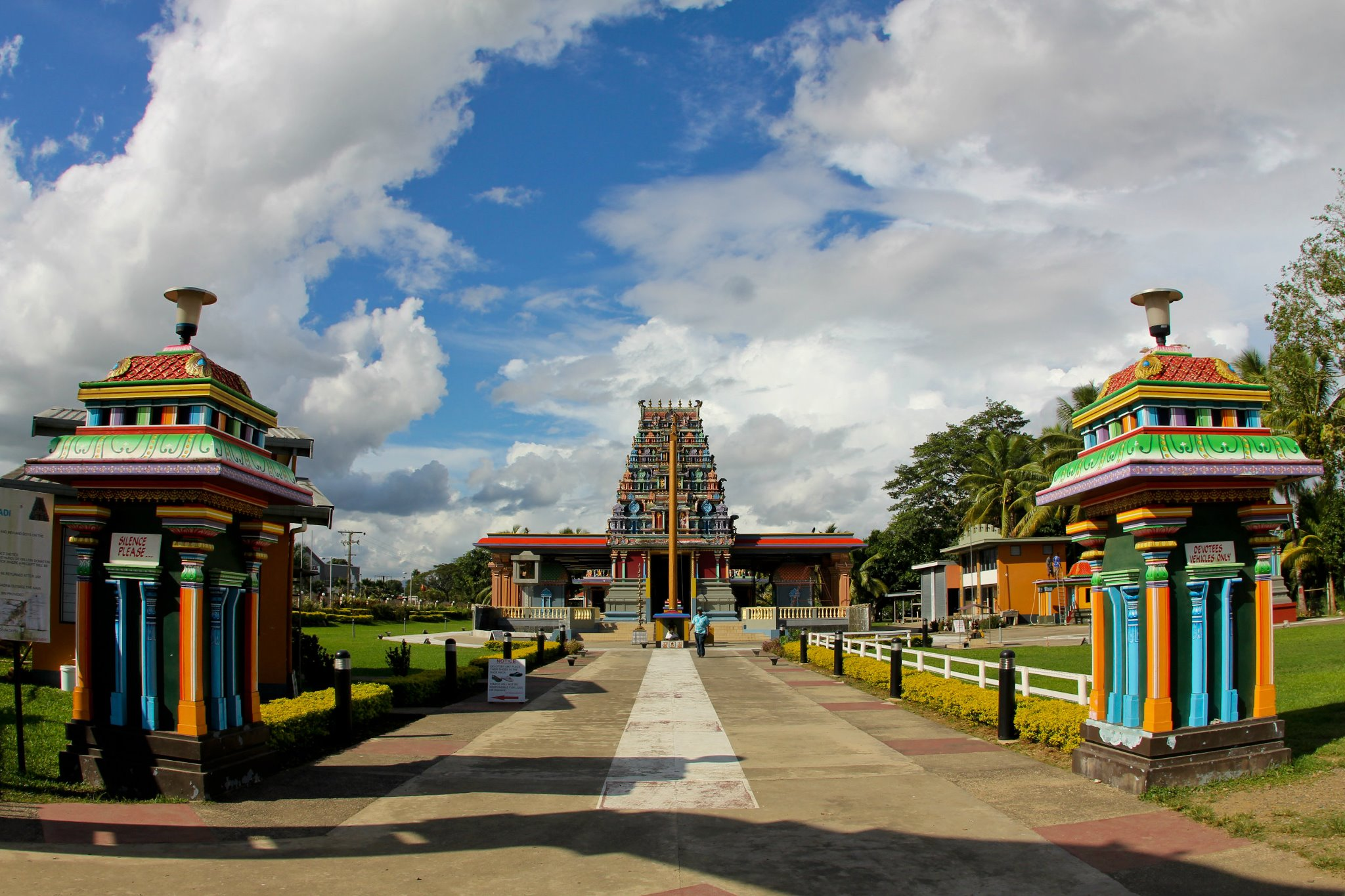
Temple hindou de Nadi (Fidji)

### Judaïsme
Le judaïsme est arrivé avec la colonisation en Australie et en Nouvelle-Zélande. La First Fleet (la flotte de colonisation de l'Australie) comptait à son bord 8 prisonniers d'obédience juive. Pour la Nouvelle-Zélande, l'installation du judaïsme est due à différents membres des baleiniers, marins au long cours et même évadés du bagne australien. C'est depuis ces deux pays que le judaïsme se répand en Océanie, notamment aux Fidji où la communauté compterait environ 60 membres. On compte aussi une petite communauté aux Palaos. En Polynésie française, la communauté juive est identifiée depuis la colonisation française ; elle compte à ce jour environ 120 membres. Il y a à Papeete une synagogue. En Nouvelle-Calédonie, la communauté juive compte une cinquantaine de personnes et son implantation date de 1987 principalement à Nouméa où siège l'Association Culturelle Israélite de Nouvelle Calédonie .

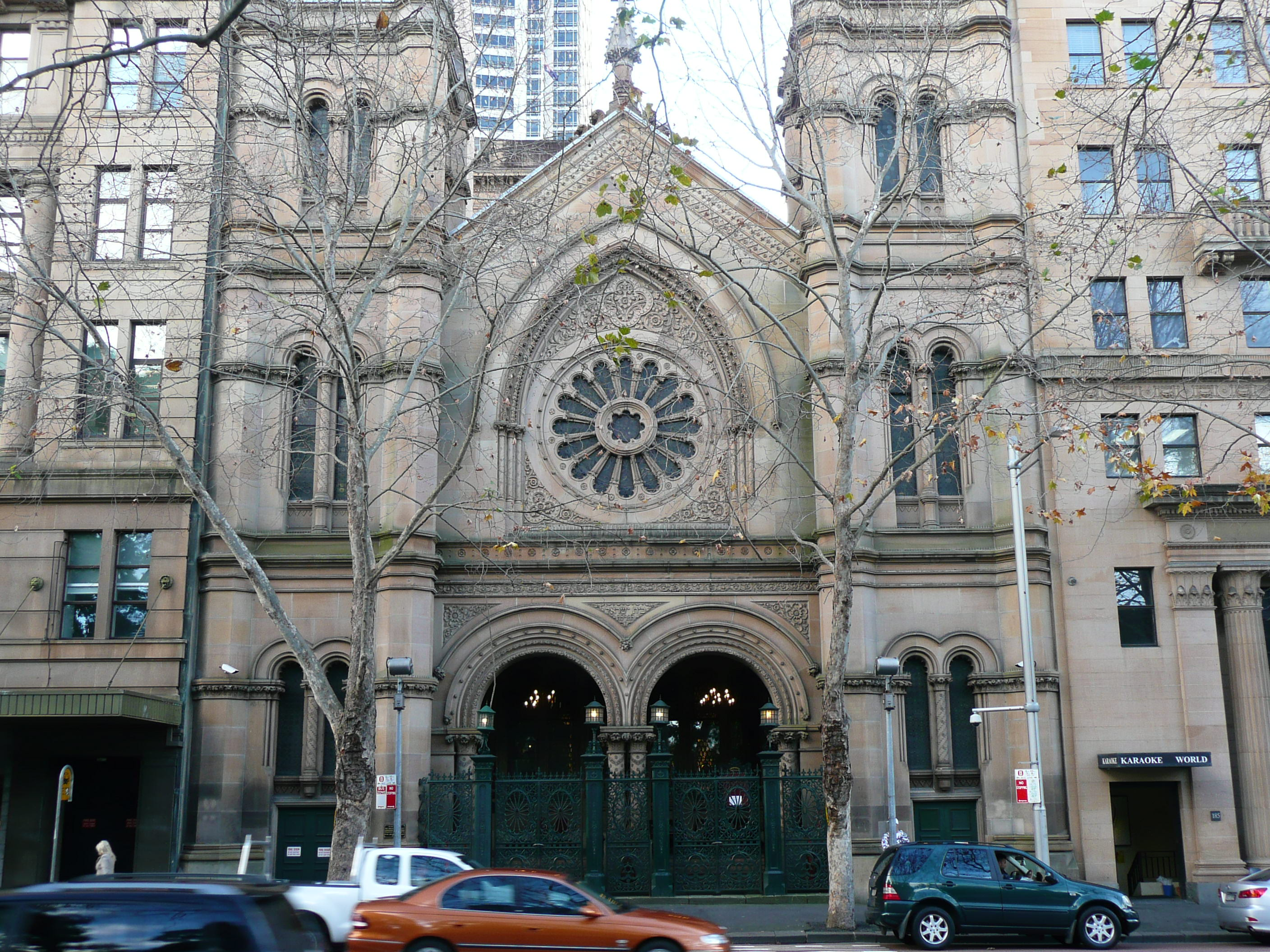
Grande Synagogue de Sydney (Australie)

### Bahaïsme
Le bahaïsme s'est développé de manière concomitante dans de nombreux pays d'Océanie à partir de l'année 1916, date des premières traces de cette religion. L'Australie, la Nouvelle-Calédonie, la Papouasie-Nouvelle-Guinée, les îles Tonga, Samoa et Marshall, le Kiribati et la Nouvelle-Zélande sont les principales nations et territoires où cette religion est connue dès le début du XXe siècle avec un développement important dès l'après Seconde Guerre mondiale. Cette religion à l'échelle des populations océaniennes compte pour 0,5 à 1 % dans les pays où elle est implantée.

## Religions syncrétiques
Le contact entre les spiritualités traditionnelles et le christianisme a engendré un certain nombre de mouvements religieux syncrétiques, certains très localisés comme le culte du prince Philip connu exclusivement dans quelques villages de Tanna au Vanuatu. Un culte syncrétique très connu est le culte du cargo qui existe dans toute la Mélanésie ; une variante s'est exprimée au Vanuatu à travers les prêches de John Frum. Le culte du cargo reprend des thèmes ancestraux locaux (abondance venue du ciel) avec un millénarisme chrétien. Les adeptes imitent les faits et gestes des radiotéléphonistes américains espérant ainsi obtenir une importante quantité de biens matériels. Véritable objet d'étude dans les années 1950 à 1970, le culte du cargo est aujourd'hui nettement restreint, voire abandonné, avec des exceptions notables dans certaines jungles reculées.

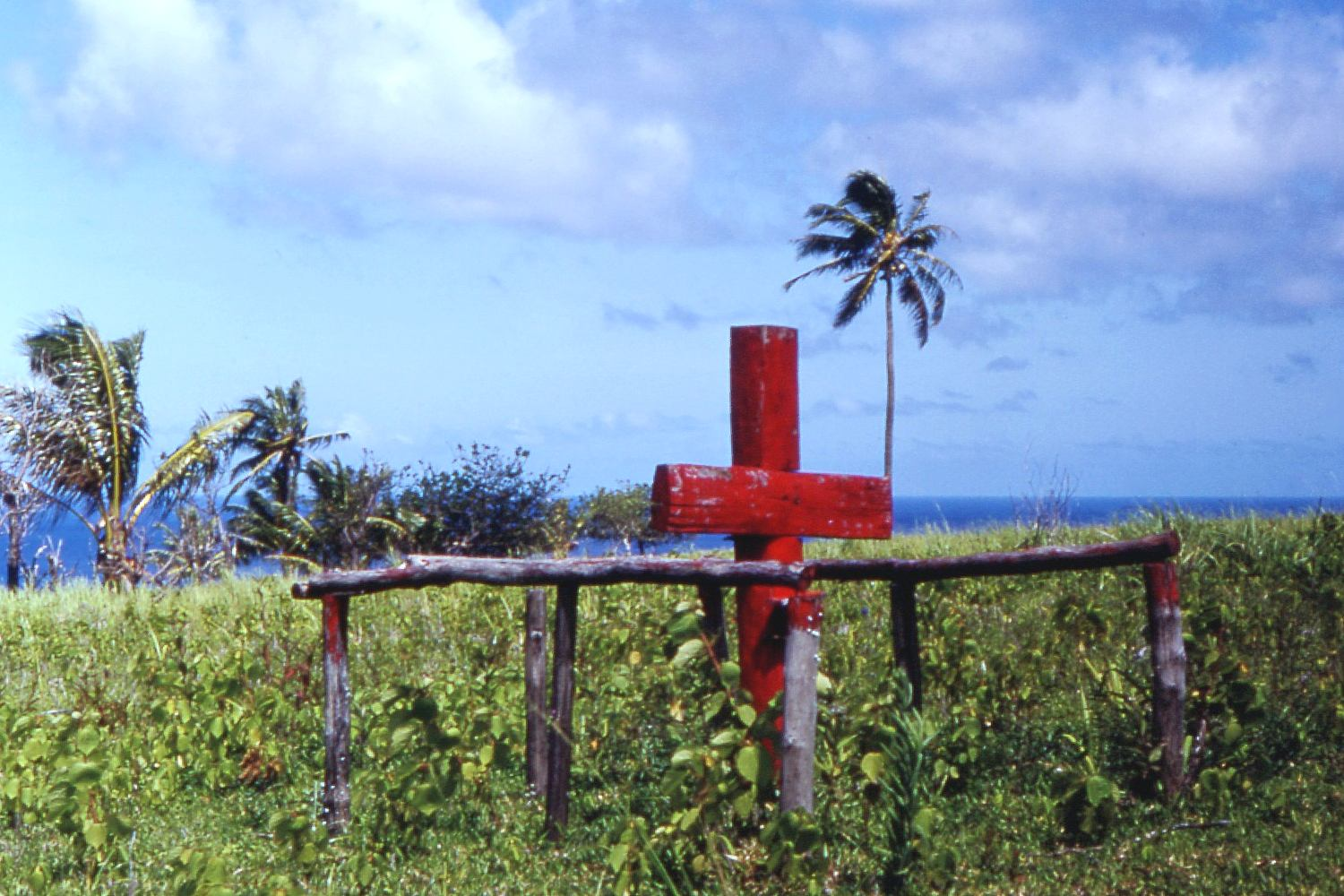
Croix cérémonielle de John Frum (Tanna, Vanuatu)

La Nouvelle-Zélande connaît encore deux grandes Églises syncrétiques : le mouvement politico-religieux de Ratana (Rātana pour l’orthographe exacte) et le Ringatu (Ringatū pour l’orthographe exacte). Ces deux syncrétismes sont nés dans la fin du XIXe et le début du XXe siècle, prêchés par des prophètes maori dans des buts de rassemblement et de libération du peuple maori, opprimé par la colonisation britannique. Ces deux religions constituent une part de la conservation d'une certaine dignité morale et spirituelle des Maoris ; d'ailleurs, l'idée d'une guérison par la foi est au centre de la spiritualité ringatu.

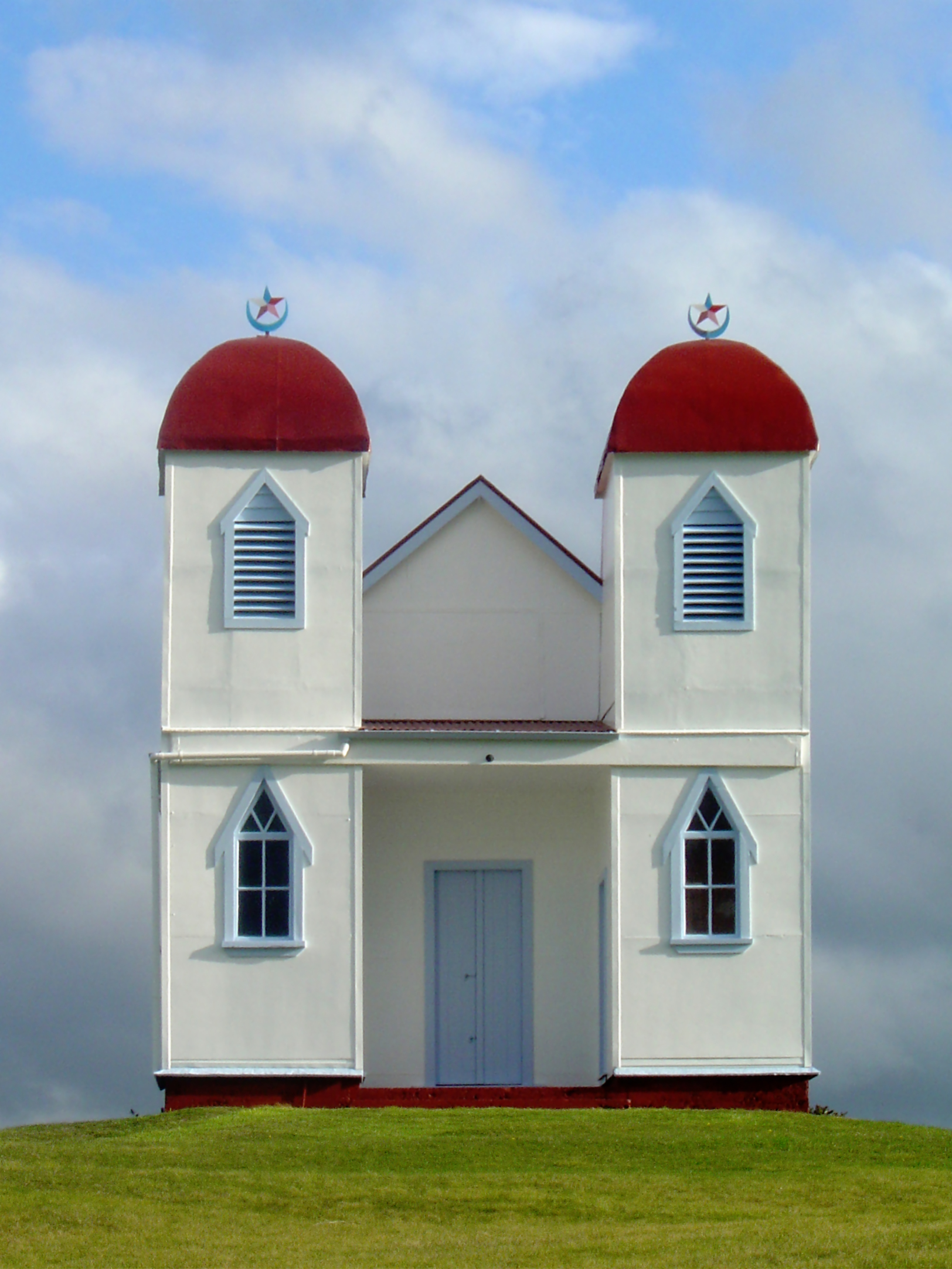
Église Ratana à Raetihi (Nouvelle-Zélande)

## Survivance des religions traditionnelles
Il est avéré que l'arrivée des missionnaires chrétiens a fait tomber en désuétude les religions traditionnelles d'Océanie. Toutefois, outre le cas des syncrétismes, il est arrivé que les religions traditionnelles aient survécu ou soient ravivées dans un esprit de réappropriation des cultures ancestrales par les peuples autochtones opprimés d'Océanie. Ainsi en Nouvelle-Calédonie "faire la coutume" consiste en la répétition des gestes des anciens pour retrouver spirituellement leur identité. Au Vanuatu, la "kastom" (coutume en bichelamar), reconnue légalement, regroupe l'ensemble des rites et droits coutumiers issus des habitudes tribales. La Papouasie-Nouvelle-Guinée connaît aussi cette survivance des croyances et coutumes ancestrales avec les débordements que cela peut engendrer : de nombreux cas de "sorcellerie" (parfois employée comme prétexte fallacieux pour commettre des vengeances) font la une des journaux du Pacifique , ; cette croyance en des pouvoirs obscurs est si forte que plusieurs conférences sur le sujet ont été données afin de la faire reculer par divers moyens ,.
Selon Éric Wittersheim (Des sociétés dans l'État, 2006, 14), « la religion chrétienne donne l'impression d'avoir été absorbée par les sociétés mélanésiennes plutôt que le contraire. »

#### Sur la religion en Océanie
- Religion en Australie (et Liberté de culte en Australie (en))
- Religion aux Fidji
- Religion hawaïenne (en)
- Religion à Kiribati (en)
- Religion aux îles Marshall (en)
- Religion à Nauru (en)
- Religion en Nouvelle-Zélande
- Religion aux Palaos (en)
- Religion en Papouasie-Nouvelle-Guinée (en)
- Religion aux Îles Salomon
- Religion aux Samoa (en)
- Religion aux Tonga (en)
- Religion aux Tuvalu
- Religion au Vanuatu
- Bahaïsme (et Bahaïsme en Océanie (en))
- Bouddhisme (et Bouddhisme en Océanie (en))
- Conférence des Églises du Pacifique
- Confraternité réformée mondiale & Communion mondiale d'Églises réformées & Conseil œcuménique réformé
- Fédération luthérienne mondiale
- Liste des Unions adventistes
- Christianisme non confessionnel
- Alliance internationale athée
- Reconstructionnisme polythéiste, néopaganisme

#### Sur la mythologie en Océanie
- Mythologie océanienne
- Mythologie aborigène
- Mythologie hawaïenne
- Mythologie de Mangareva
- Mythologie maorie
- Mythologie mélanésienne
- Menehunes
- Mythologie micronésienne
- Mythologie niuéenne
- Mythologie polynésienne
- Mythologie rapanui
- Mythologie tahitienne
- Créatures fantastiques d'Océanie

#### Articles généraux sur l'Océanie
- Histoire de l'Océanie
- Peuplement de l'Océanie
- Culture de l'Océanie

#### Religion dans les autres continents
- Religion en Afrique
- Religion en Amérique du Nord (en)
- Religion en South du Nord (en)
- Religion en Antarctique
- Religion en Asie
- Religion en Europe